# Fundgruppe Sagrajas-Berzocana

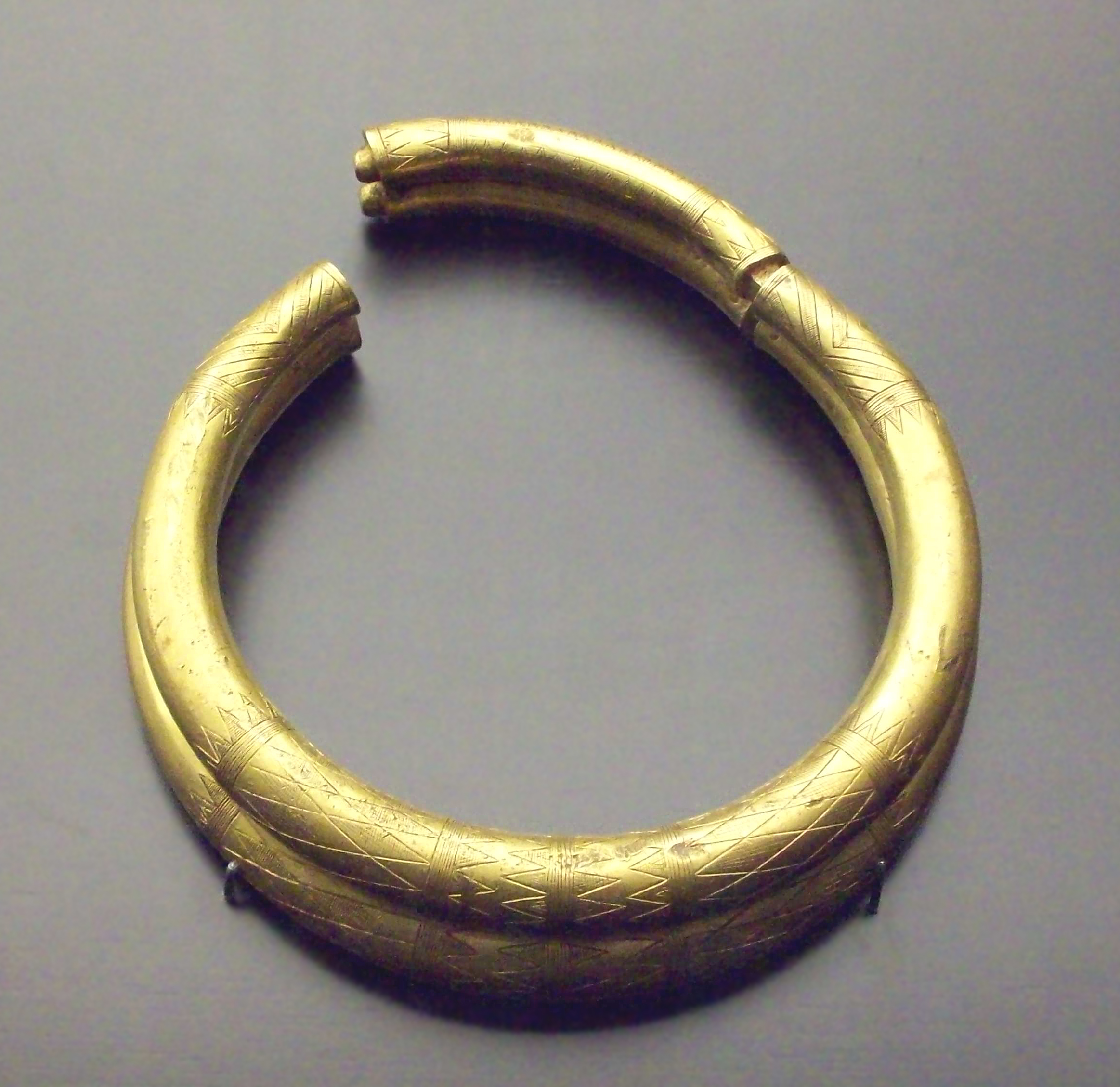
Halsreif aus dem Goldfund von Sagrajas (Museo Arqueológico Nacional de España, Madrid)

Unter der Fundgruppe Sagrajas-Berzocana wird eine Reihe archäologischer Funde aus dem Südwesten der Iberischen Halbinsel zusammengefasst. Dabei handelt es sich um Artefakte der späten Bronzezeit, aus denen eine Reihe von goldenen Arm- und Halsreifen herausragt.
Die ersten dieser Goldreife wurden im 19. Jahrhundert in Portugal gefunden, wo ein Teil der Stücke später eingeschmolzen oder an europäische Museen verkauft wurden. Diese und andere goldenen Halsreife in den Museen regten Untersuchungen über die Zusammenhänge der spätbronzezeitlichen Kulturen in Europa an. In den 1970er Jahren wurden in Spanien zuerst in Sagrajas, später in Berzocana weitere Hortfunde mit bronzezeitlichen Goldreifen gemacht, die ähnliche Verzierungen aufwiesen wie die portugiesischen Stücke. Schließlich wurden rund 40 ähnliche Fundkomplexe zur Sagrajas-Berzocana-Fundgruppe zusammengefasst. Kennzeichnend für diese Fundgruppe der Iberischen Halbinsel ist der ritzverzierte Goldschmuck, darunter massive Halsreife mit charakteristischem Verschluss.

## Sintra-Reif

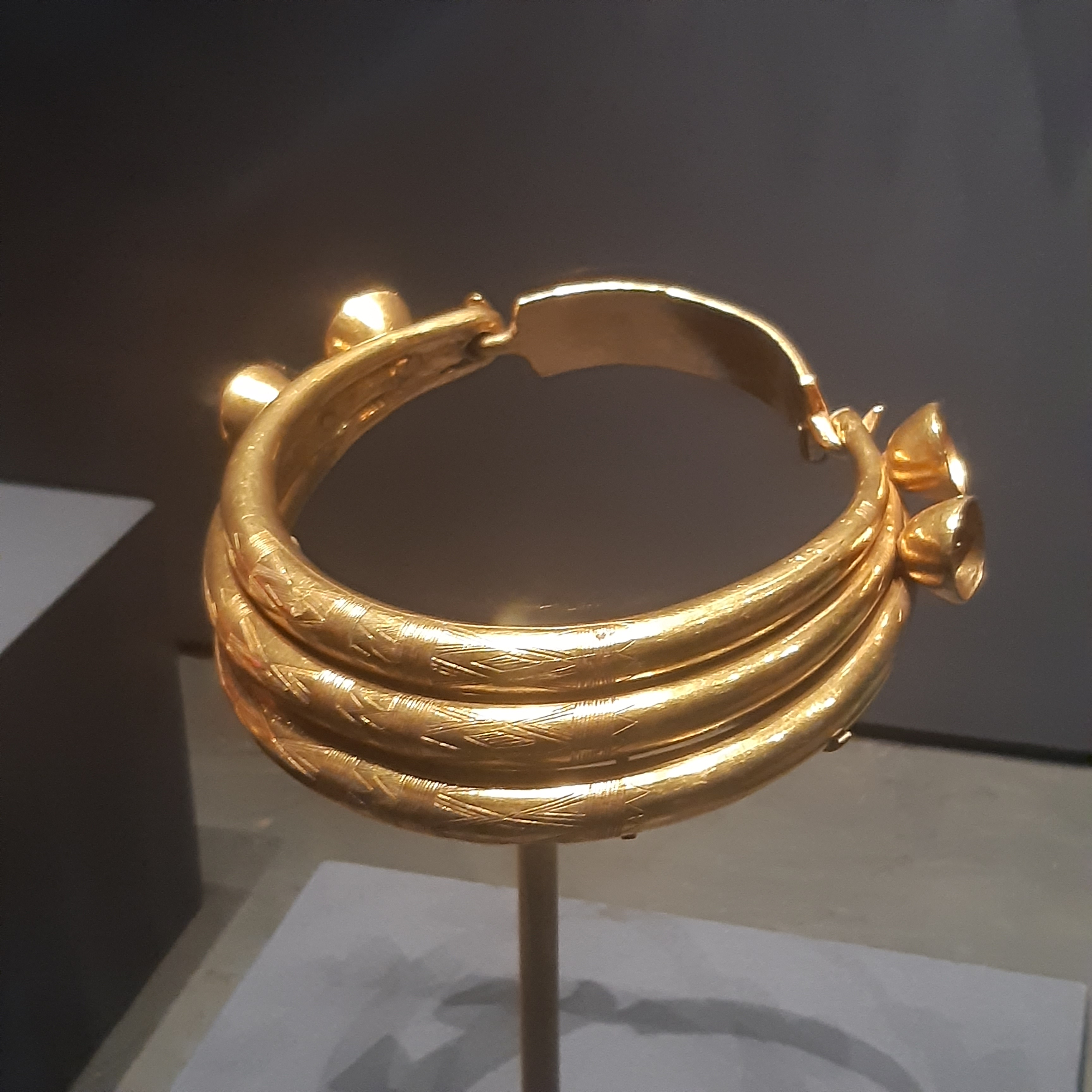
Goldene Halsreif von Sintra

Im Jahre 1895 wurde zwei Kilometer nördlich von Sintra (Distrikt Lissabon) ein goldener Halsreif von 14 cm Durchmesser und 1,26 kg Gewicht gefunden. Das Stück besteht aus einem 300°-Bogen aus drei gebündelten Rundstäben, die sich zu den Enden hin verjüngen, vereinen und dann zwei Ösen bilden. Sie sind mit gepunzten oder gemeißelten Strichbündeln und Dreiecken sowie schraffierten Rauten verziert. Vor den Ösen sitzen jeweils zwei schellenförmige Aufsätze. Das Verschlussstück des Halsreifs bildet eine Platte mit zwei Haken, die sich in die Ösen des Reifs einfügen.
Der goldene Halsreif ist in der portugiesischen Vorgeschichte einmalig, das Verschlusssystem erinnert jedoch an den Torques von Serrazes (Kreis São Pedro do Sul), die Verzierungen an den Torques von Baiões (ebenfalls Kreis São Pedro do Sul), beide Funde datieren ins 9. Jahrhundert v. Chr. Der Besitzer des Geländes bot den Goldreif dem Ethnologischen Museum in Lissabon zum Kauf an, der aber nicht zustande kam. José Leite de Vasconcelos (1858–1941) veröffentlichte die „Xorca de Sintra“ (auch Xorca de Oura da Penha Verde) im 2. Band seiner 1895 gegründeten Zeitschrift „O Archeologo Portugues“. 1900 wurde das Stück vom Britischen Museum erworben. Bei der ersten Auflistung der ihm in Portugal bekannten Goldreife nennt José Leite de Vasconcelos bezüglich des Fundes von Sintra 21 Stücke, von denen aber schon damals etliche verloren bzw. eingeschmolzen waren.

## Penela-Reif
Das beste Vergleichsstück zum Fund von Sintra ist von der Ornamentik her der massive Goldreif von Penela (Distrikt Coimbra). Er wurde 1883 von einem Kind zufällig nahe der Oberfläche gefunden und vom portugiesischen König  Ferdinand II. aus dem Hause Sachsen-Coburg-Gotha, genannt „o rei artista“ (Künstlerkönig), erworben. Er befand sich im Museu Real in Lissabon. Beim Sturm auf den Königspalast im Zuge der Ausrufung der Republik im Jahre 1910 kam er abhanden und wurde wahrscheinlich eingeschmolzen. Der verlorengegangene Reif wog 1,8 kg. Er war wie der Sintra-Reif mit einem geometrischen Ritzlinienmuster mit Winkelzonen, schraffierten Rhomben, Liniengruppen sowie verzahnten und schraffierten Dreiecken verziert.

## Portel-Reif
Im Jahre 1883 wurde der Goldreif von Portel in der Herdade das Lentiscas zwischen Portel und Oriola, (Distrikt Évora) gefunden. Er wog 2,14 kg. Er ist dem Reif von Penela in Form, Konstruktion und Verzierung sehr ähnlich. Der Reif wurde mehrfach verkauft und vererbt. Der letzte Käufer wollte ihn „zu günstigen Bedingungen“, an den portugiesischen Staat verkaufen, der Staat hatte dafür kein Geld. Um zu verhindern, dass das Stück eingeschmolzen wurde, vermittelte der Direktor des Museu Nacional de Arte Antiga in Lissabon, Jose de Figueiredo, 1920 den Verkauf an das Musée des Antiquités Nationales in Saint-Germain-en-Laye. Salomon Reinach veröffentlichte ihn 1924 als „The Evora Gorget“ in der Zeitschrift „The Antiquaries Journal“ in London. In Saint-Germain-en-Laye ist er heute im Goldsaal der Bronzezeitabteilung ausgestellt.

## Kontext

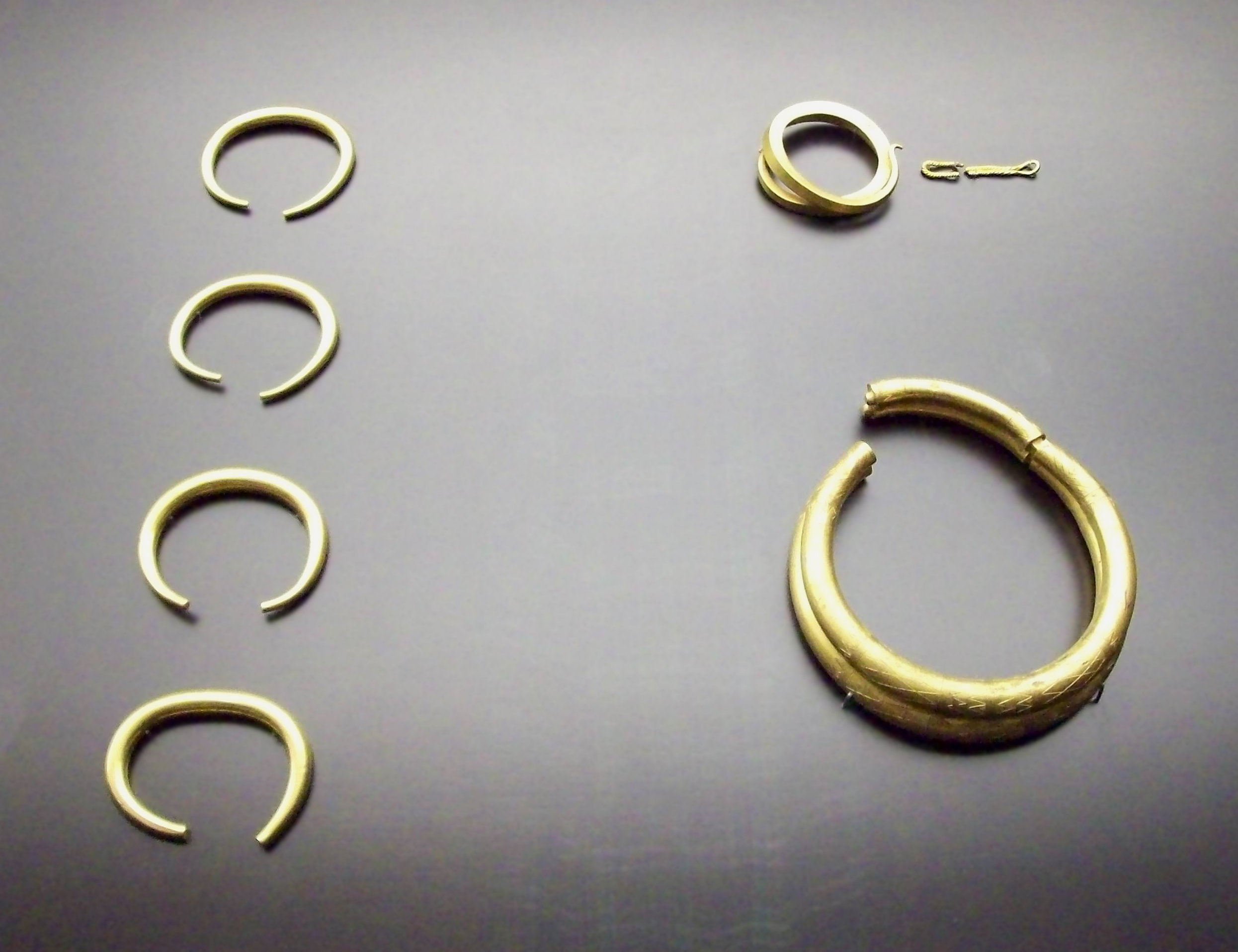
Fundstücke aus dem Hort von Sagrajas

Die genannten Reife, ebenso wie die anderen Goldfunde, dazu zählen Goldspiralen, Armreife, Halsreife, Goldlunulae sowie so genannte Tutuli, Goldscheiben usw. weisen Form- und Verzierungselemente auf, die geographisch sehr weit verbreitet sind und auf Beziehungen im atlantischen Raum schließen lassen. Sie gehören der Atlantischen Bronzezeit an, zu der außer Goldfunden auch eine große Zahl von Bronze-Hortfunden gezählt wird.
In der Sala de Tesouro (Schatzkammer) des Museu Nacional de Arqueologia in Lissabon kann die Mehrzahl der im Lande verbliebenen über 100 prähistorischen Goldfunde seit 1989 nach langjähriger Unterbrechung, wieder besichtigt werden.